# Tricikli

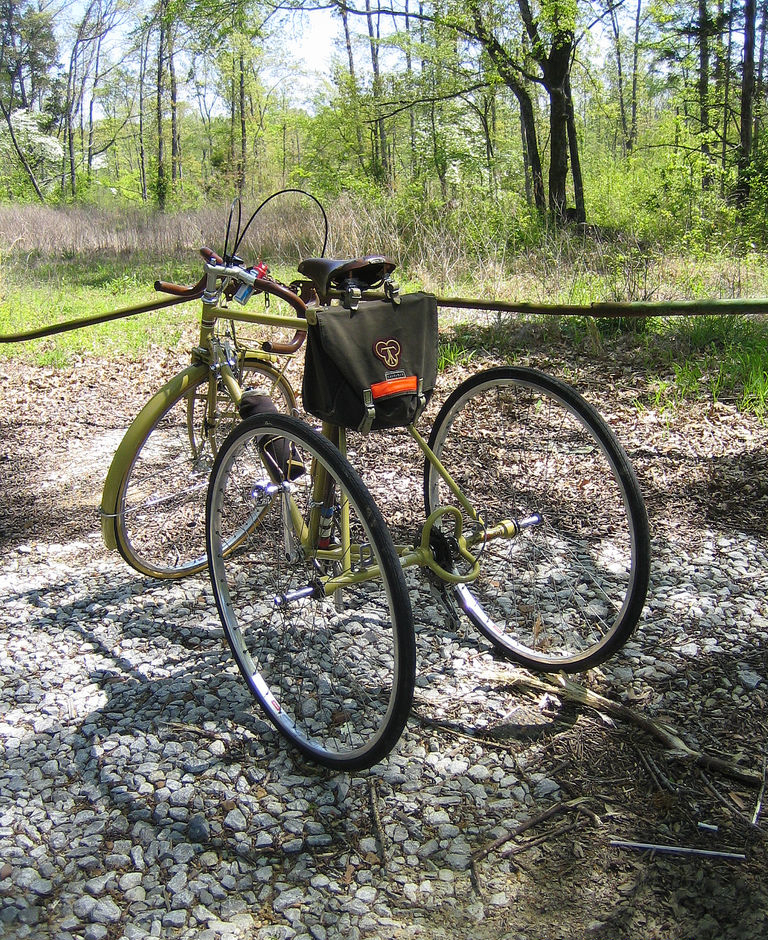
Modern tricikli

A tricikli (rövidítve gyakran trike) hagyományosan emberi erővel hajtott háromkerekű jármű – kerékpár. Gyerekek és felnőttek is felülhetnek rá. Kanadában és az Egyesült Államokban a felnőtt méretű triciklit az idősek kikapcsolódásra, vásárlásra és testmozgás céljából használják. Ázsiában és Afrikában pedicabnak nevezik, és alkalmas utasok, valamint áru- és teherszállításra. A Fülöp-szigeteken a tricikli közüzemi járműként funkcionál és bérelhető, s nem keverendő össze a pedállal hajtott és szintúgy háromkerekű, úgynevezett trisikaddal (oldalkocsis kivitelű). Az emberi erővel működtetett triciklik pedállal vagy kézi hajtókarral, míg a segédmotorral hajtottak motorkerékpár-motorral vagy kisebb, automata váltós robogó-, illetve villanymotorral üzemelnek.

## A tricikli „születésének“ története
Stephan Farffler német mozgássérült férfi 1655-ben alkotott egy háromkerekű kerekes széket, mert szeretett volna újra közlekedni. Mivel karórakészítőként dolgozott, képes volt egy kézi hajtókarokkal működő járművet szerkeszteni.
Két francia feltaláló 1789-ben fejlesztett ki egy, pedállal működő háromkerekűt, és elnevezték triciklinek. Egy brit feltaláló, Denis Johnson 1818-ban szabadalmaztatta először a tricikli tervezését és gyártását. 
James Starley 1876-ban alkotta meg a hajtókarral üzemeltetett Conventry Lever Tricycle-t, amelynek jobb oldalán két kis kerék, míg a balon egy nagyobb hajtókerék volt. Egy évre rá Starley egy újabb járművet mutatott be, amelyet Coventry Rotarynak nevezett el. Ez lett az első láncmeghajtású triciklik egyike. 
Starley találmányai tricikliőrületet váltottak ki Nagy-Britanniában; 1879-ig már húszfajta tricikli és másféle többkerekű gyártása folyt. 1884-re pedig több mint 120-féle modell volt kapható húsz különböző gyártótól. Az első elsőkerék-meghajtású triciklit Anglia 1881-ben dobta piacra és 18 fontért kínálta. Gyártója a The Leicester Safety Tricycle Company of Leicester volt. Ugyanekkor tervezték meg az összecsukható triciklit is.

## A fekvőtricikli, előnyei és hátrányai

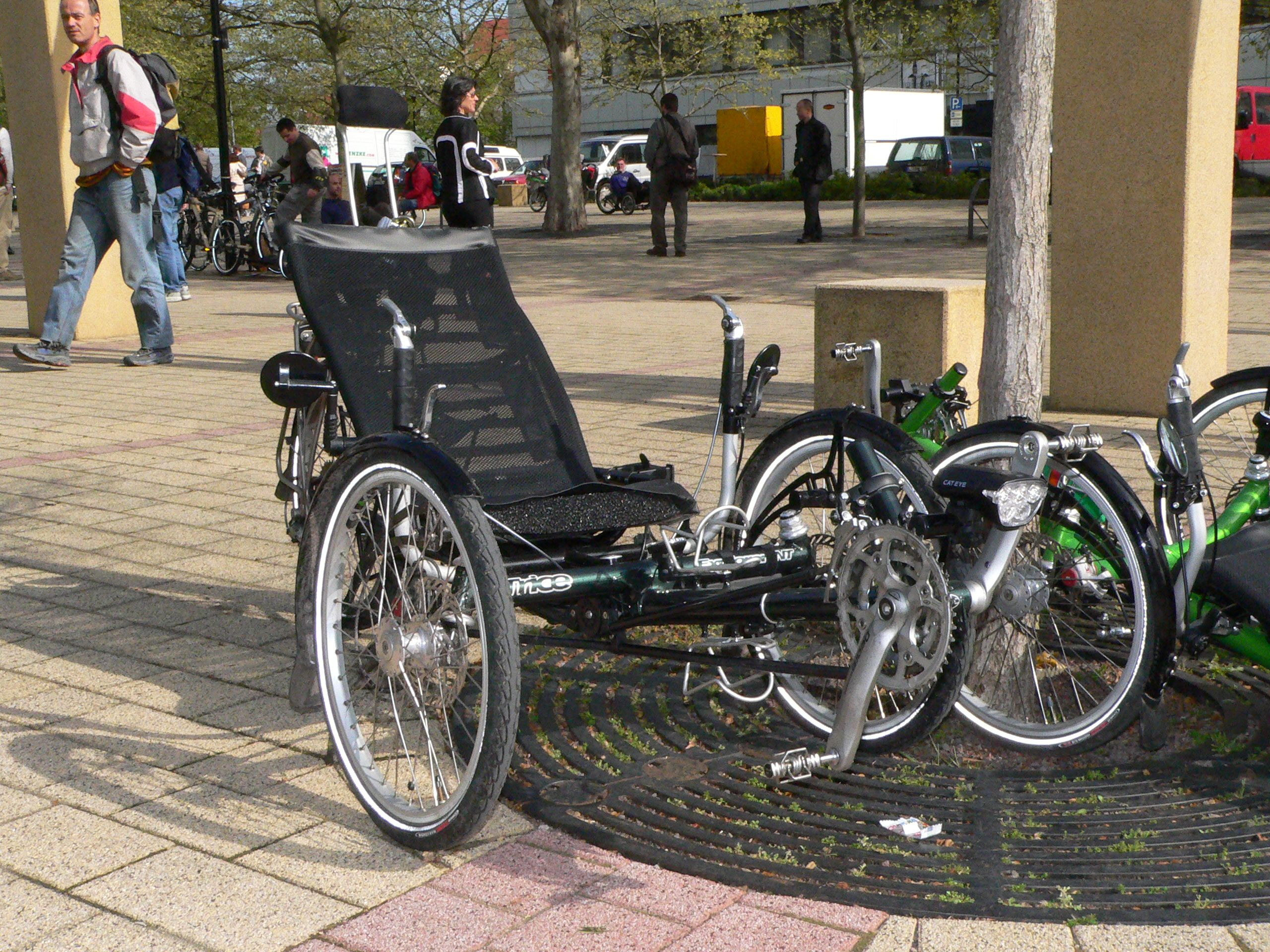
Fekvőtricikli

A fekvőtricikli legnagyobb előnye a stabilitás, a kényelem és az alacsony légellenállás. Kifejezetten ajánlott azoknak, akiknek problémát okoz a biciklizés. Ezenkívül a tricikli tökéletes közlekedési eszköz az időseknek is, akik félnek, hogy balesetet szenvednek. Alacsony sebességgel is könnyen haladnak, és sosem kell őket letámasztani. A tricikli mindig nehezebb, mint az azonos minőségű kerékpár. Tény, hogy a forgalomban lévő legkönnyebb tricikli súlya 13 kg, ez majdnem a kétszerese egy azonos árú és minőségű biciklinek Hiányossága a központi, alacsony üléshelyzet, ugyanis emiatt nehezen szerelhető. Vitatott a láthatósága is a forgalomban, viszont a valóság azt mutatja, hogy – a szokatlan formája miatt – gyakran biztonságosabb előzést tesz lehetővé. A triciklik gyakran használnak zászlókat és villogó fényeket, különösen a város területén, amikor az ember sokszor forgalmi dugókon halad keresztül, és a járművek holtterébe kerül. Láthatóságuk miatt minimálisan kell aggódni a kerékpárutakon, illetve a mellékutcákban. Sok tricikliző és fekvőbringázó által vitatott probléma, hogy a járművel nehezen lehet felkapaszkodni a hegyes vidékeken. Ugyanis a vezető nem tud felállni a nyeregből, hogy nagyobb erőt tudjon kifejteni a magasabb terepre jutáshoz. Lehetséges azonban alacsonyabb sebességi fokozatba váltani, illetve hátratolni a háttámlát. Ezzel nő a hely a lábaknak az erőkifejtéshez (tudniillik ebben az esetben az erő nem a vezető súlyából adódik, így megterhelő lehet a térdeknek). A triciklizők azzal érvelnek, hogy dombról lefelé jövet visszanyerik azt az extra időt, amit a dombra való feljutással veszítettek az alacsony súlypont és a jó aerodinamikai kialakítás miatt.

## A segédmotorral hajtott triciklik
Néhány tricikli motorral, főleg benzinmotorral hajtott. A jármű kialakításától függően a motoros tricikliket a motorkerékpárok, a robogók, vagy egyszerűen a motoros kerékpárok háromkerekű változataként emlegethetjük. A leglényegesebb különbség a motoros tricikli és a robogó tricikli között az, hogy a motoros nyeregüléses, a lábak helyzete szélesebb és kézi a sebességváltója. A robogók esetében az ülés ún. „ átléphető“, és inkább egy székhez hasonlítható, a lábak közelebb vannak egymáshoz és automata a sebességváltója. Bár a laikusok gyakran a motor erősségével magyarázzák a robogó és a motorkerékpár közötti különbséget, mivel egy átlagos robogónak mindössze 50 köbcentiméteres a motorja. Találunk azonban ennél sokkal erősebbeket is, mint például a Burgman, ennek a motorja 638 köbcentis. Az oldalkocsis motorbiciklik pedig nem tekinthetők triciklinek. Még nehezebb kategorizálni a háromkerekű autókat. Míg néhány régebbi háromkerekű autó prototípusa gőzhajtású tricikli volt, az 1930-as, 40-es években a háromkerekű autókat inkább a gépkocsik, mint a motoros triciklik közé soroljuk.

## A háromkerekű riksa

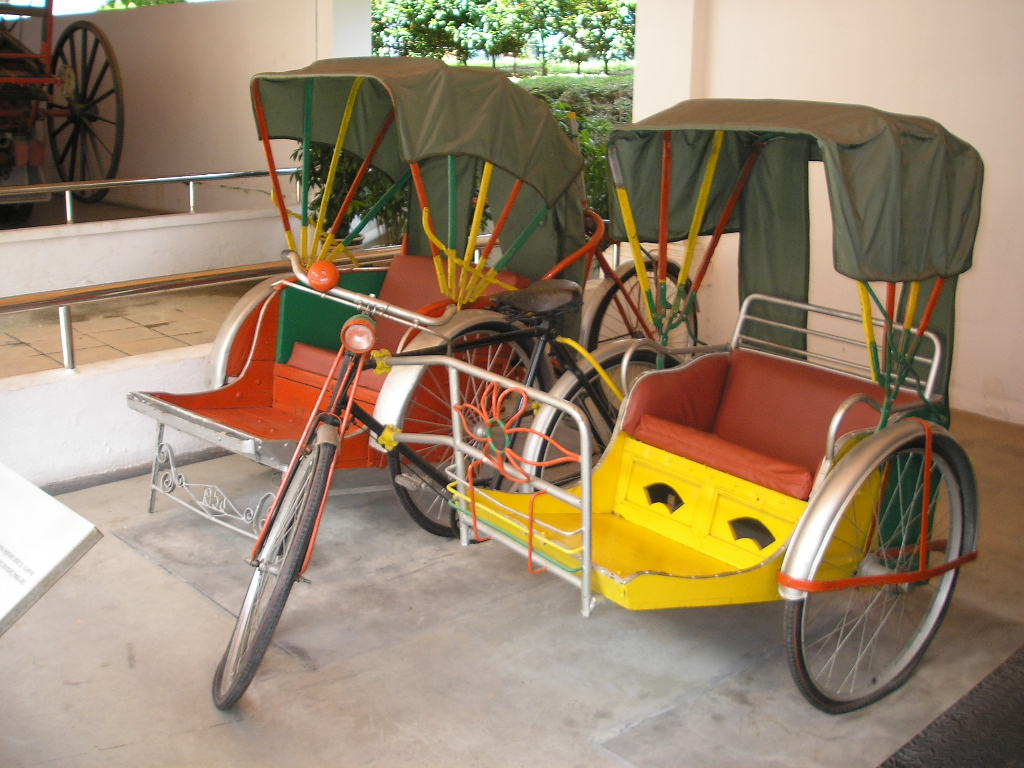
Riksák

A legtöbb riksa, amelyek személyszállításra használatosak, tricikli egy kormánnyal elöl, valamint két kerékkel hátul. Ezen helyezkedik el az ülés, s ez leggyakrabban kétszemélyes. A riksán gyakran található egy ernyő is, mely védi az utasokat a naptól és az esőtől. Ezeket a járműveket széles körben használják Dél-, illetve Délkelet-Ázsiában, ahol a riksavezetés nélkülözhetetlen foglalkozási lehetőséget biztosít főleg a bevándorlóknak, illetve a vidéken élő szegényebb embereknek. Az 1990-es években, valamint a 21. század első évtizedében a riksa nagy népszerűségre tett szert Anglia nagyvárosaiban, Európában és az Egyesült Államokban is, ahol a városi közlekedés közkedvelt eszköze és fontos reklámhordozó.

## A magyar kultúrában

### Rejtő Jenő, 1940 körül
Rejtő Jenő 1940-es, Piszkos Fred, a kapitány című ponyvaregényének nevezetes kezdőpárbeszédében (a szállásmester és Fülig Jimmy között) mint afféle életmentő jármű tűnik föl – kikötői közegben, matrózkocsmák bicskázó népének hétköznapi "balesete" kapcsán. Az „Uram! A késemért jöttem!” kezdetű párbeszédben jelenik meg említés szintjén:
...

– Forduljon meg, kérem, hogy kivegyem...
– Kitartás! A kocsmáros azt mondta, hogy amíg nem hoz orvost, hagyjam bent a kést, mert különben elvérzek. A kocsmáros ért ehhez, mert itt már öltek orvost is. Régi étterem.
– De én sietek, kérem! És mit tudja az ember, hogy mikor jön az orvos? Kés nélkül mégsem mehetek éjjel haza.
– Az orvos itt lakik a közelben, és a kocsmáros triciklin ment érte. Ha szurkált uram, hát viselje a következményeket.

...
Rejtő nem rajongott a triciklikért, az autók, vonatok sokkal nagyobb szerepet kaptak a műveiben, de A tizennégy karátos autó művében szintén felbukkan tricikli:
A szállóig gyönyörűen haladt, és végül egy hetvenfrankos tricikli árán szerencsésen fékezett. A kocsiját nyomban körülállták a kíváncsi járókelők, mert mindenki azt hitte, hogy megérkezett autóján a görög versenyző, aki Athénből igyekezett a Monte-Carló-i csillagtúrára, hegyen, völgyön, hóban, sárban, úttalan utakon, megállás nélkül.
A láthatatlan légió című művében szintén említésszerűen jelenik meg:
– Az utolsó vasútállomásnál várjon holnap a kocsival. Meddig utazhatok innen vasúttal?

– Ain-Sefráig. Ott várom majd a járművel. Szóval, kocsi vagy ló?

– Eh... Amit akar, kocsi vagy tricikli... olyan mindegy, csak kényelmes legyen. És mondja meg, hogy a kinevezéseket, majd... szóval, a tiszteket lehetőleg... jobban megválogatnám, mert izé... azt nem lehet csak úgy, hogy akárki.
Az ellopott futár című művében az egyik szereplőt egy tricikli üti el. Összességében Rejtő a triciklit humoros értelemben alkalmazza.

### Keménykalap és krumpliorr, 1973

Bagaméri és a fagylaltoskocsi

Bagaméri, Csukás István Keménykalap és krumpliorr című ifjúsági regényének szereplője, az „elátkozott fagylaltos”. Az ő munkaeszköze egy háromkerekű fagylaltoskocsi, egy jelentősen átalakított tricikli. A jármű a fagylaltossal együtt rendszeresen megjelenik a regényből készült filmsorozat epizódjaiban. Bagaméri köztéri szobrot is kapott Kisújszálláson, de a járművét a kompozíció csak stilizáltan ábrázolja.
A regénybeli fagylaltos stílust is teremtett, újabban követői jelentek meg magyar kisvárosokban, akik ugyanazt a foglalkozást űzik, azaz hasonló háromkerekűvel járják az utcákat és fagylaltot árulnak.

### Tricikli Fesztivál, 2022
A Tricikli Fesztivál egy mozgó irodalmi programsorozat, amelyet először 2022-ben rendeztek meg és azóta minden évben újra megtartanak. Helyszínei Magyarországon Szeged és környéke, a vajdasági Magyarkanizsán és az erdélyi Sepsiszentgyörgyön voltak.

## Források

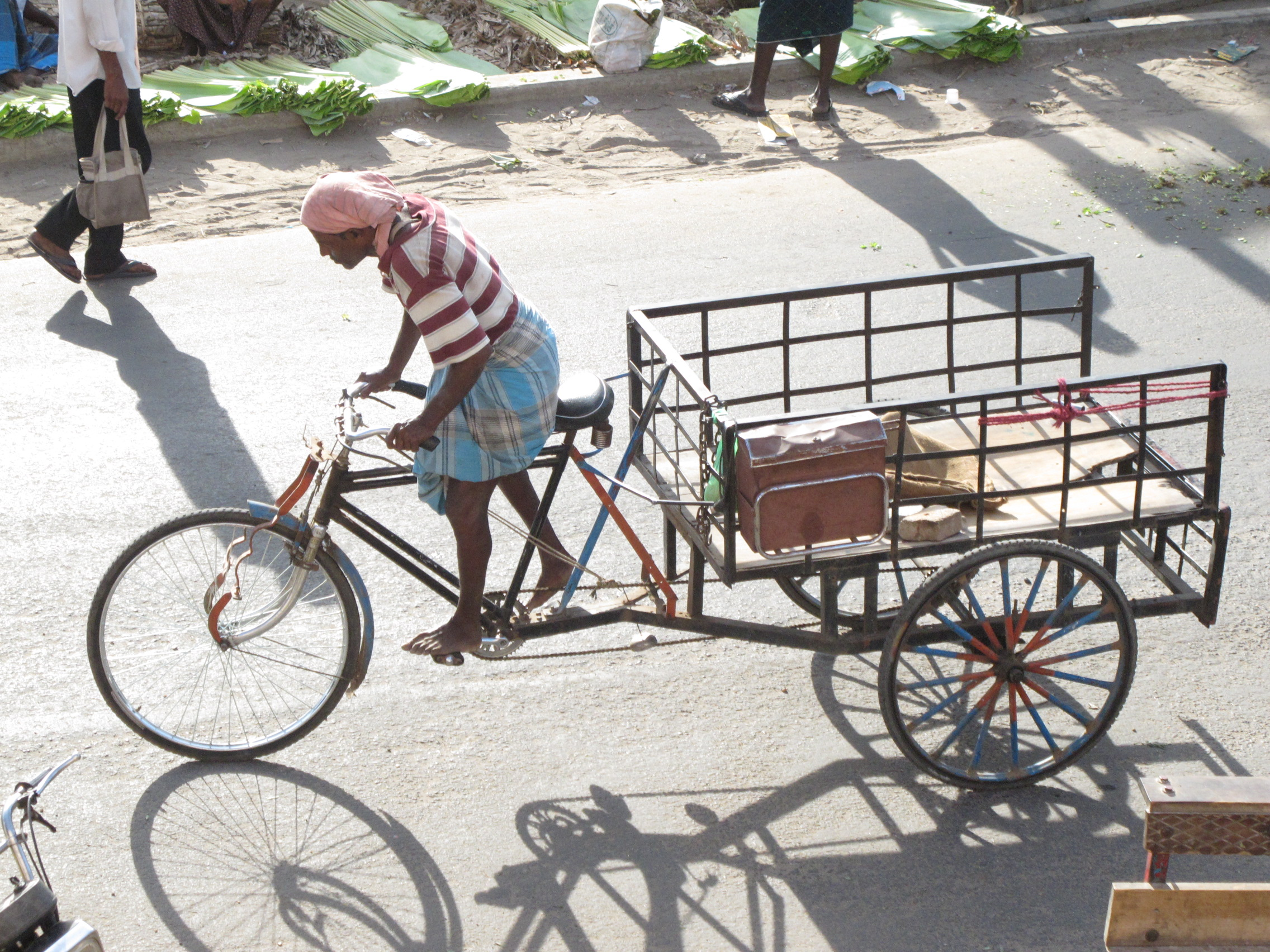
Hagyományos tricikli Indiában
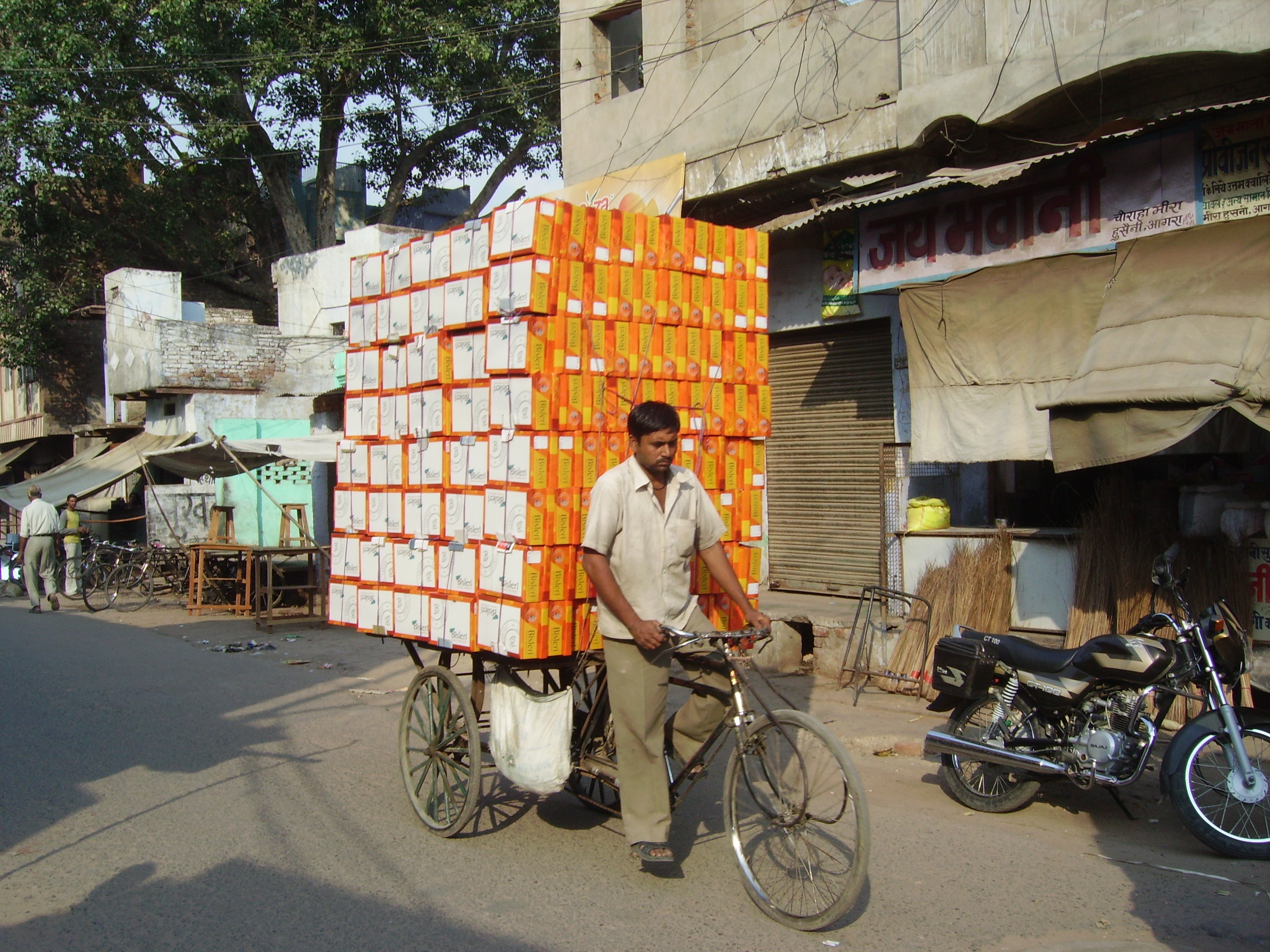
A tricikli népszerű szállítóeszköz Ázsiában és a Közel-Keleten
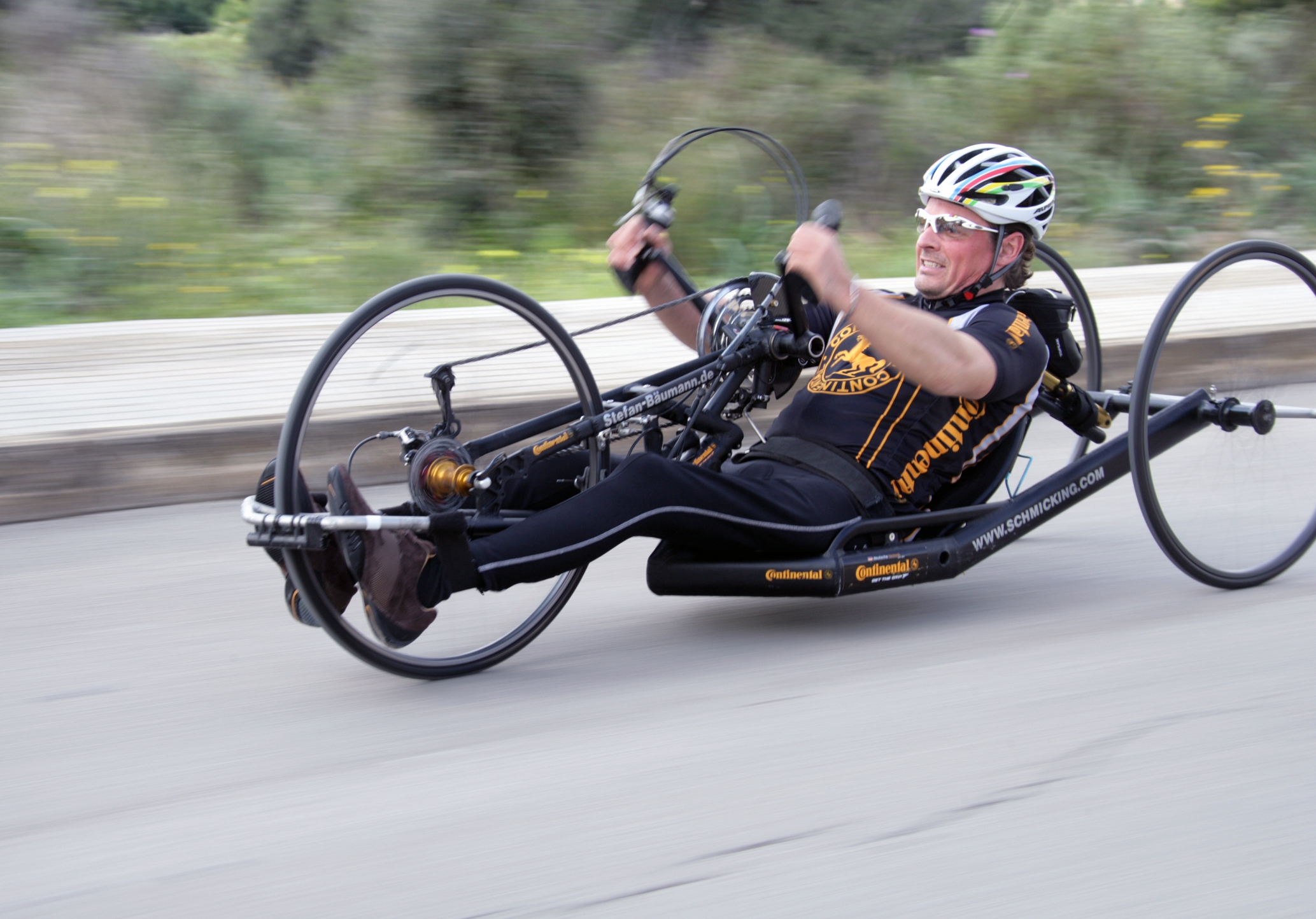
Kézi hajtású fekvőtricikli
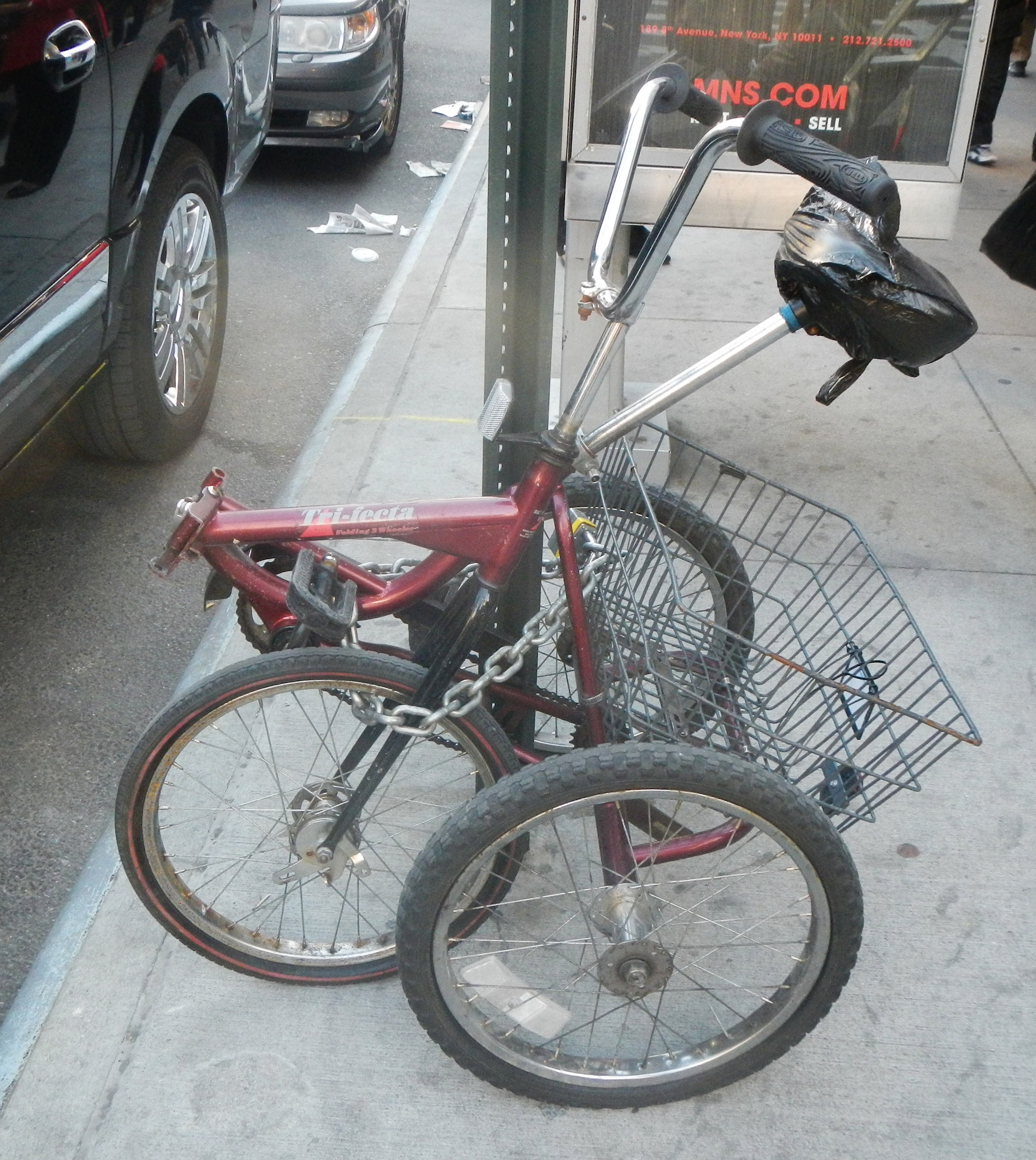
Összecsukható tricikli New Yorkban
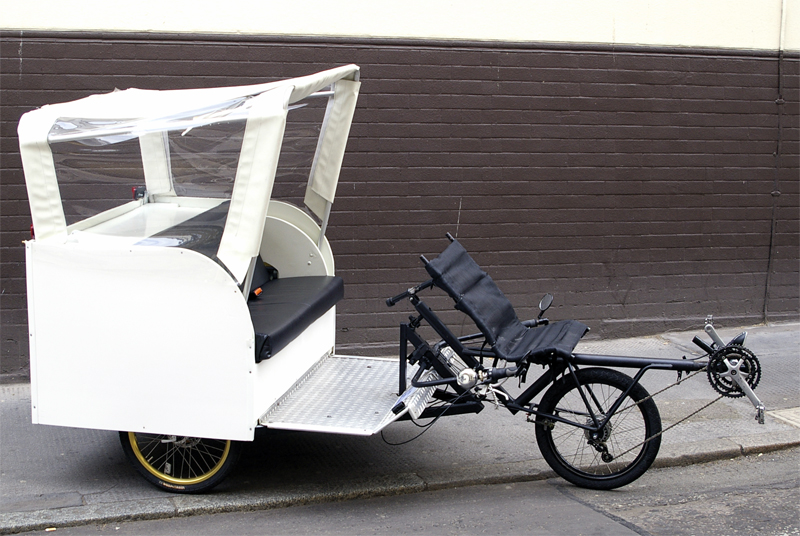
Fekvőriksa Londonban